# دريويزة (ملاثاني)
دریویزة (بالفارسية: دراویزه) هي منطقة سكنية تقع في إيران في قسم ملاثاني الريفي. يقدر عدد سكانها بـ 394 نسمة بحسب إحصاء 2016.